# Holcopelte obscura
Holcopelte obscura är en stekelart som först beskrevs av Förster 1841.  Holcopelte obscura ingår i släktet Holcopelte, och familjen finglanssteklar. Arten är reproducerande i Sverige.